# Oosterhaven 2-6 (Groningen)
De panden Oosterhaven 2-6 in Groningen zijn vijf herenhuizen in jugendstil, die samen zijn aangewezen als gemeentelijk monument.

## Beschrijving

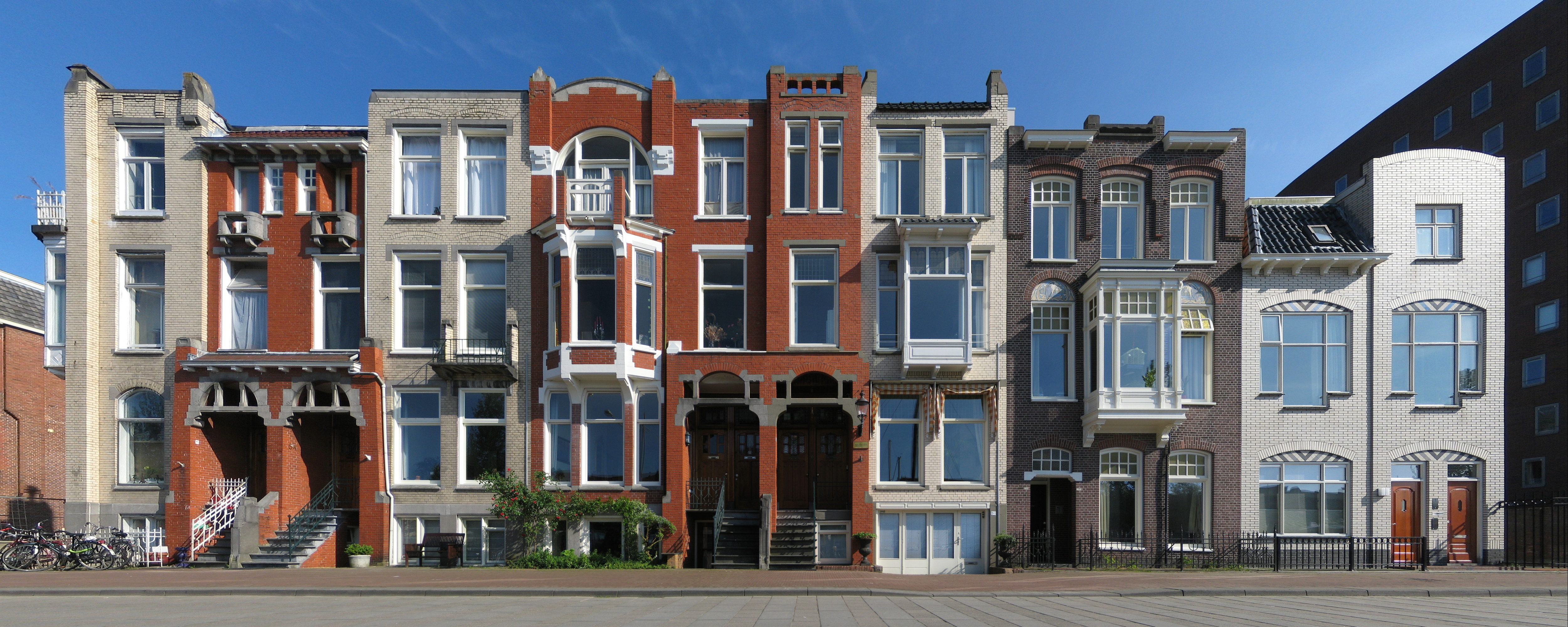
De panden Oosterhaven 2-6 in 2011 (v.r.n.l.).

De herenhuizen, die werden gebouwd in de periode 1905-'07, staan aan de zuidzijde van de Oosterhaven, waarvan ze een beeldbepalend element uitmaken. Ze werden ontworpen door de architect-aannemer Y. Jelsma (1880-1964), die daarbij samenwerkte met P. van de Wint (1865-1940). De panden vormen samen een gedeeltelijk vrijstaand huizenblok en bestaan elk uit een souterrain, een bel-etage en daarboven twee verdiepingen onder een plat dak. Ze zijn op rechthoekige plattegronden opgetrokken in een afwisseling van rode strengperssteen en witte verblendsteen. Het huizenblok is verlevendigd met erkers, balkonnetjes en ingangsportieken met hoge trappenhuizen. De nummers 3 en 6 zijn aan de voorzijde gedeeltelijk voorzien van een voordakschild met een smal lessenaarsdak. Aan de achterzijde van de panden bevinden zich aanbouwen van vier bouwlagen hoog onder platte daken. De gevels daarvan zijn eenvoudiger van opzet en voorzien van rechtgesloten T- en H-vensters. Op de uitbouw van nummer 6 bevindt zich een later aangebrachte opbouw.
Nummer 2 is onafhankelijk van de aangrenzende panden ontworpen en kenmerkt zich door een afwijkende opzet. Het pand heeft geen souterrain, maar wel een voor- en een achterhuis. De voorgevel is meer traditioneel van vorm en is gebouwd in een andere soort baksteen dan de overige huizen. Op de eerste verdieping zijn in de boogvlakken boven de ramen ter weerszijden van de erker sgraffititableaus in jugendstil aangebracht, waarin ooievaars worden verbeeld die zich naar een kikker buigen. De achtergevel, die is uitgevoerd in dezelfde afwijkende baksteensoort als de voorgevel, heeft ramen met segmentbogen.
Hoewel de meeste panden in de loop der jaren intern werden gemoderniseerd, zijn redelijk veel originele interieuronderdelen bewaard gebleven, waaronder gedecoreerde stucplafonds, gekleurde glas-in-loodramen, houten paneeldeuren, marmeren schouwen en wandbetegelingen. Ook zijn in enkele woningen de oorspronkelijke glazen scheidingswanden nog aanwezig, die zijn voorzien van geslepen bloemenmotieven.
Het huizenblok is aangewezen als gemeentelijk monument, onder meer vanwege zijn "zeer beeldbepalende ligging", "de esthetische kwaliteit van het ontwerp" en vanwege "de relatieve gaafheid" van de panden.